# Jean-Louis Schlesser
Jean-Louis Schlesser (nascut el 12 de setembre de 1948 a Nancy) és un pilot de carreres francès amb experiència tant en circuits com en ral·lis.
Va créixer al Marroc i va tornar a França per a estudiar i completar el servei militar. Va començar a competir en carreres en circuits i va compartir el Campionat de Fórmula 3 de França amb Alain Prost. El 1981, va guanyar el Campionat de Fórmula 3 d'Europa i va ser segon a les 24 Hores de Le Mans. El 1982, es va passar a la Fórmula 2.
A mitjans dels anys 1980, Schlesser va començar a participar en competicions de turismes, i va arribar a guanyar el Campionat de Superturismes de França en 1985.
En 1988, va debutar en la Fórmula 1 en el Gran Premi d'Itàlia com a substitut de Nigel Mansell en l'equip Williams, una carrera molt recordada pel fet que el mateix Schlesser va fer sortir de la pista n'Ayrton Senna en la primera chicane, a només dues voltes del final de la carrera, fent que Ferrari aconseguís el doblet a Monza poques setmanes després de la mort d'Enzo Ferrari.
En 1988, va fitxar per l'equip Sauber-Mercedes, guanyant la Supercopa d'Alemanya i finalitzant segon en el Campionat del Món de Cotxes de competició, títol que assoliria en 1989 i 1990, amb Mauro Baldi com a co-pilot. També va guanyar el Classic Masters en la Carrera de Campions de 1994.
Després d'una primera participació el 1984, Schlesser va començar el 1989 a participar regularment en el Ral·li Dakar. En 1992, va començar a dissenyar el seu propi vehicle, un buggy de tracció al darrere, amb el qual competir en el Dakar i altres raids de resistència. Va debutar amb el seu primer model, amb motor Porsche, en la Baixa Portugal 1000, i va guanyar la carrera malgrat que no tenia tracció a les quatre rodes.
Va assolir la victòria final en el Ral·li Dakar els anys 1999 i 2000, a més de guanyar el Campionat del Món de Ral·li Raids entre 1998 i 2002.